# Supercopa MX 2015
De Supercopa MX 2015 was de tweede editie van de nationale supercup van Mexico, georganiseerd door de Mexicaanse voetbalbond. De wedstrijd werd gespeeld op 20 juli 2015 en was een ontmoeting tussen de winnaar van de Copa MX in de Apertura 2013, Monarcas Morelia en de winnaar van de Copa MX in de Clausura 2015, Puebla FC. Het FC Dallas Stadium in Dallas (Verenigde Staten) werd in juni 2015 aangewezen als neutrale locatie voor de Supercopa. Normaliter zou de Supercopa MX 2015 gespeeld worden tussen de winnaars van de twee bekertoernooien in het seizoen 2014/15 – de Apertura 2014 en de Clausura 2015 – maar de winnaar van het eerstgenoemde toernooi, Santos Laguna, won tevens in het competitievoetbal de Clausura 2015 van de Liga MX. Door die landstitel kwalificeerde de club zich direct voor de Campeón de Campeones, een vergelijkbare supercup voor de winnaars van de competitie. Aangezien die wedstrijd op dezelfde avond als de Supercopa MX plaatsvond, werd besloten de plaats van Santos in de Supercopa vrij te maken voor Morelia, dat in 2013 de Apertura van de Copa MX had gewonnen. De Supercopa werd met 1–0 gewonnen door Puebla FC, nadat de Colombiaan Luis Gabriel Rey na ruim een uur spelen het enige doelpunt van de wedstrijd had gemaakt. Na de Supercopa, dat dienstdeed als seizoensopener in het Mexicaanse competitievoetbal, speelden Puebla en Morelia vijf dagen later hun eerste competitiewedstrijden van de Liga MX 2015/16. Puebla versloeg Club América, de winnaar van de Apertura 2014, na een 0–1 achterstand uiteindelijk met 4–2; ook Morelia won, met 0–3 van Cruz Azul.

## Wedstrijddetails
|                        |           |         |                  |                                                                                                  |
| 20 juli 2015 17:30 uur | Puebla FC | 1 – 0   | Monarcas Morelia | FC Dallas Stadium, Dallas Toeschouwers: 8.000 Scheidsrechter: Kevin Terry Jr. (Verenigde Staten) |
| 20 juli 2015 17:30 uur | Rey 68'   | Verslag |                  | FC Dallas Stadium, Dallas Toeschouwers: 8.000 Scheidsrechter: Kevin Terry Jr. (Verenigde Staten) |

| Puebla | Morelia |

| GK             | 17 | Cristian Campestrini     |         |
| DF             | 3  | Carlos Alberto Gutiérrez |         |
| DF             | 5  | Mario de Luna            |         |
| DF             | 22 | Patricio Araujo          |         |
| DF             | 12 | Óscar Rojas              |         |
| MF             | 28 | Francisco Torres         |         |
| MF             | 8  | Luis Robles              |         |
| MF             | 27 | Alberto Acosta           | 56'     |
| MF             | 10 | Christian Bermúdez       | 79'     |
| MF             | 19 | Flavio Santos            | 46' 63' |
| FW             | 18 | Luis Rey                 |         |
| Wisselspelers: |    |                          |         |
| GK             | 1  | Fabián Villaseñor        |         |
| DF             | 20 | Adrián Cortés            |         |
| DF             | 26 | Roberto Juárez           | 79'     |
| MF             | 16 | David Toledo             | 63'     |
| MF             | 29 | Ezequiel Rescaldani      |         |
| FW             | 9  | Isaac Díaz               |         |
| FW             | 29 | Matías Alustiza          | 56'     |
| Coach:         |    |                          |         |
| Pablo Marini   |    |                          |         |

| GK             | 13 | Cirilo Saucedo       |     |
| DF             | 17 | Hibert Ruiz          | 44' |
| DF             | 4  | Marco Torsiglieri    | 29' |
| DF             | 5  | Facundo Erpen        |     |
| DF             | 2  | Enrique Pérez        |     |
| MF             | 16 | Cristian Pellerano   |     |
| MF             | 8  | Juan Pablo Rodríguez | 88' |
| MF             | 24 | Dieter Villalpando   | 77' |
| FW             | 9  | Yorleys Mena         | 52' |
| FW             | 7  | Pablo Velázquez      | 58' |
| FW             | 23 | Jefferson Cuero      |     |
| Wisselspelers: |    |                      |     |
| GK             | 1  | Carlos Rodríguez     |     |
| DF             | 6  | Joel Huiqui          |     |
| DF             | 25 | Carlos Calvo         |     |
| MF             | 10 | Mauro Cejas          | 77' |
| MF             | 22 | Armando Zamorano     | 52' |
| MF             | 26 | Christian Valdez     |     |
| FW             | 11 | Carlos Augusto Ochoa | 58' |
| Coach:         |    |                      |     |
| Enrique Meza   |    |                      |     |